# Конный спорт на летних Олимпийских играх 1980

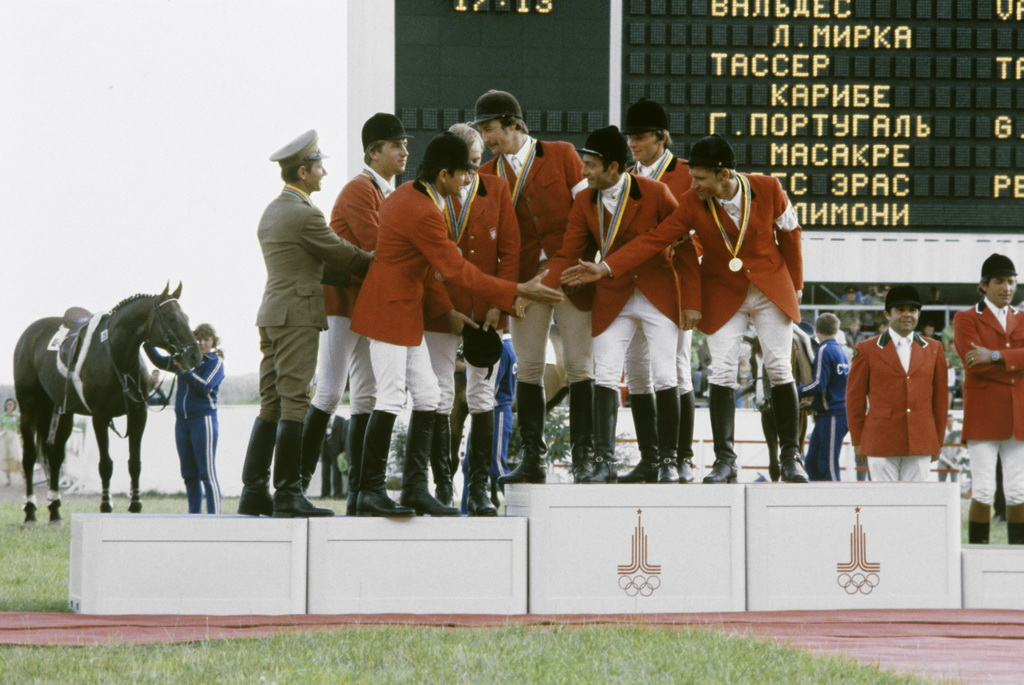
Пьедестал почёта командного турнира в конкуре: поляки (слева) поздравляют сборную СССР

Соревнования по конному спорту на летних Олимпийских играх 1980 года проходили на юго-западе Москвы в конноспортивном комплексе «Битца», построенном специально для Олимпийских игр. Большой приз в конкуре прошёл на Большой спортивной арене стадиона «Лужники». Соревнования прошли с 25 июля по 3 августа. Традиционно было разыграно 6 комплектов наград — в индивидуальном и командном первенствах по конкуру, троеборью и выездке. Во всех дисциплинах женщины могли принимать участие наравне с мужчинами. В соревнованиях приняли участие 68 спортсменов (59 мужчин и 9 женщин) из 11 стран. 7 из этих 11 стран сумели выиграть медали.
В связи с бойкотом московских Игр целый ряд традиционно сильных в конном спорте стран не прислал своих спортсменов, в частности, ФРГ и США, выигравшие 4 годами ранее в Монреале 11 из 18 разыгранных медалей, в том числе 4 из 6 золотых. Советские конники выиграли все 3 командных турнира, при этом не сумев победить ни в одном из индивидуальных первенств, завоевав в 3 личных дисциплинах 3 серебра и 2 бронзы. Таким образом, все 11 советских конников, принявших участие в московской Олимпиаде, стали олимпийскими чемпионами. После 1980 года ни советские, ни российские конники не выиграли на Олимпийских играх ни одной награды.
В командных первенствах всего несколько стран сумели выставить полные команды и конкуренция была невелика: в троеборье и конкуре выступили по 6 сборных, а в выездке всего 4, и лишь сборная Польши не сумела выиграть медаль, оставшись четвёртой. Вероятно, командная выездка на московской Олимпиаде является наименее «конкурентной» дисциплиной среди всех, проведённых на Олимпийских играх после Второй мировой войны.

## Медалисты

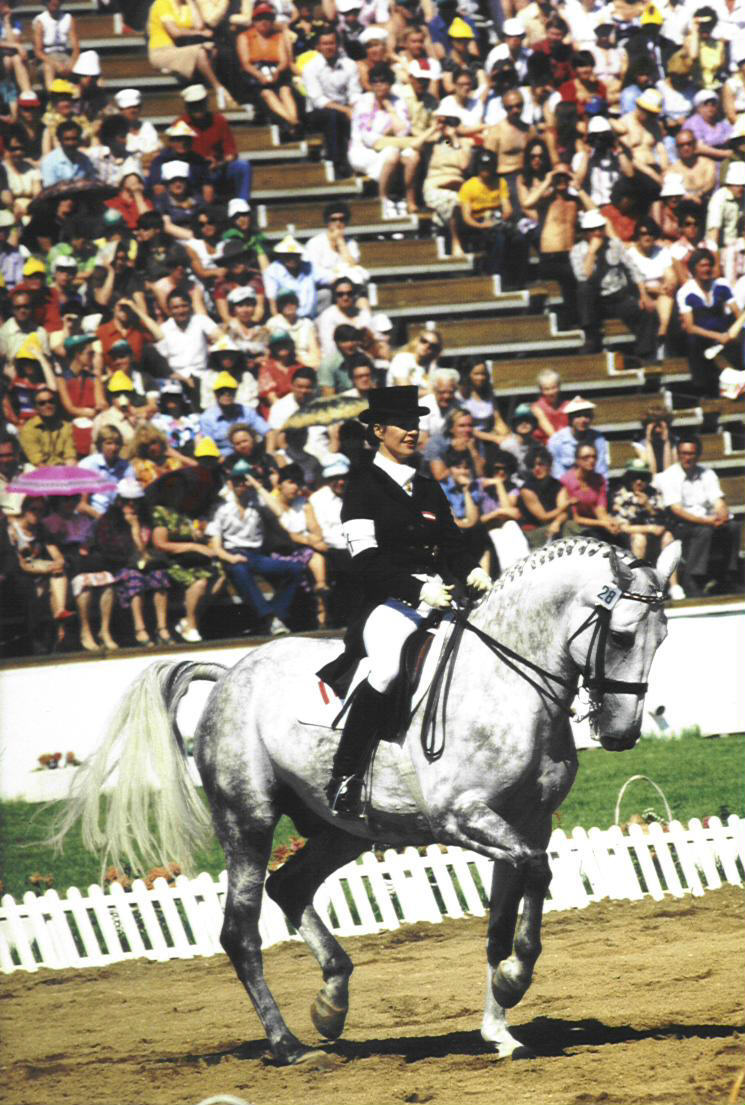
Элизабет Тойрер на Мон Шери принесла Австрии первое в истории олимпийское золото в конном спорте

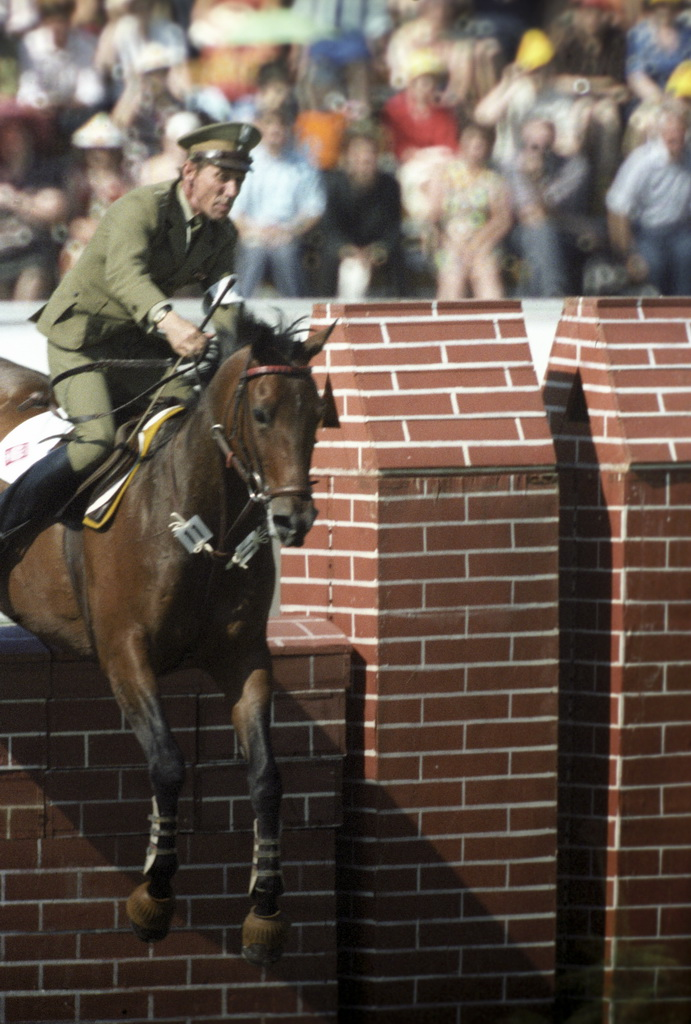
Поляк Ян Ковальчик выиграл золото в индивидуальном конкуре

| Дисциплина                        | Золото | Серебро | Бронза |
| Личная выездка см. подробнее      | Элизабет Тойрер на Мон Шери Австрия                                                                                          | Юрий Ковшов на Игроке СССР | Виктор Угрюмов на Шквале СССР                                                                                                   |
| Командная выездка см. подробнее   | СССР · Юрий Ковшов на Игроке · Виктор Угрюмов на Шквале · Вера Мисевич на Плоте                                              | Болгария · Петр Мандаджиев на Счиборе · Светослав Иванов на Алеко · Георгий Гаджев на Вниматалене                                              | Румыния · Ангелаке Донеску на Доре · Думитру Велику на Децебале · Петре Рошка на Дербисте                                       |
| Личный конкур см. подробнее       | Ян Ковальчик на Артеморе Польша                                                                                              | Николай Корольков на Эспадроне СССР | Хоакин Перес на Алимони Мексика                                                                                                 |
| Командный конкур см. подробнее    | СССР · Вячеслав Чуканов на Гепатите · Виктор Погановский на Топком · Виктор Асмаев на Рейсе · Николай Корольков на Эспадроне | Польша · Мариан Козицкий на Бремене · Ян Ковальчик на Артеморе · Веслав Хартман на Нортоне · Януш Бобик на Шампане                             | Мексика · Хоакин Перес на Алимони · Хесус Гомес на Массакре · Херардо Тассер на Карибе · Альберто Вальдес-младший на Леди Мирке |
| Личное троеборье см. подробнее    | Федерико Роман на Россинане Италия                                                                                           | Александр Блинов на Галзуне СССР | Юрий Сальников на Пинцете СССР                                                                                                  |
| Командное троеборье см. подробнее | СССР · Александр Блинов на Галзуне · Юрий Сальников на Пинцете · Валерий Волков на Цхети · Сергей Рогожин на Гелеспонте      | Италия · Федерико Роман Эуро на Россинане · Анна Казагранде на Далее · Мауро Роман Эуро на Дуракине IV · Марина Шьоккетти на Рохане де Лекерео | Мексика · Мануэль Мендивиль на Ремембере · Давид Барсена на Бомбоне · Хосе Луис Перес на Келите · Фабиан Васкес на Кокалеко     |

## Технический комитет и судьи

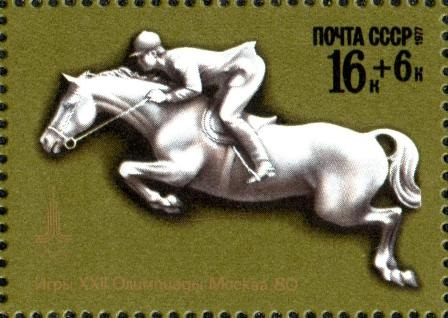
Почтовая марка

Президент FEI — Принц Филипп Герцог Эдинбургский
Генеральный секретарь FEI —  Фриц Видмер
Технические делегаты FEI —  Антон Бюлер,  Джованни Маркони,  Алекс Эток
Директор соревнований —  Николай Шеленков
Апелляционное жюри —  Игорь Бобылёв,  Юбер Жюрен де ла Гравьер,  Герберт Эрик Рандл
Арбитры:
- Эрик Брабец
- Антуан Дюмон де Шассар
- Вячеслав Картавский
- Тило Коппель
- Елизар Левин
- Юта Лемков
- Фабио Манджилли
- Валентин Мишин
- Якоб Пот
- Зденек Теплый-Виднер
- Эрих Хайнрих